# Charleston (ort i Australien)
Charleston är en ort i Australien. Den ligger i kommunen Adelaide Hills och delstaten South Australia, omkring 27 kilometer öster om delstatshuvudstaden Adelaide. Antalet invånare är 908.
Trakten runt Charleston består till största delen av jordbruksmark. Runt Charleston är det ganska glesbefolkat, med 36 invånare per kvadratkilometer. Genomsnittlig årsnederbörd är 593 millimeter. Den regnigaste månaden är juli, med i genomsnitt 95 mm nederbörd, och den torraste är december, med 13 mm nederbörd.